# Aunt Rachel
Aunt Rachel è un film muto del 1920 diretto da Albert Ward.

## Trama
Una zia, rimasta zitella dopo essere stata piantata dal fidanzato, si oppone al matrimonio della nipote con il nipote di un violinista.

## Produzione
Il film fu prodotto dalla G.B. Samuelson Productions.

## Distribuzione
Distribuito dalla Granger, il film uscì nelle sale cinematografiche britanniche nel luglio 1920.